# Amictus scutellaris
Amictus scutellaris är en tvåvingeart som beskrevs av Friedrich Hermann Loew 1869. Amictus scutellaris ingår i släktet Amictus och familjen svävflugor. Inga underarter finns listade i Catalogue of Life.